# Vladimir Majerović
Vladimir Majerović (Zagreb, 21. studenoga 1929. − Zagreb, 18. srpnja 2004.) je bivši hrvatski nogometaš koji je igrao na poziciji vratara. Poslije nogometne ostvario je uspješnu karijeru televizijskog redatelja.

## Životopis
Rodio se u Zagrebu. 

### Nogometna karijera
Nogometom se bavio od 1945. godine. Branio je za zagrebačku Mladost do 1950. godine. Potkraj te godine prešao je u Dinamo za koji je igrao do 1960. godine. S Dinamom je osvojio dva jugoslavenska prvenstva (1954., 1958.) i jedan kup Jugoslavije (1960.). U prvenstvu je za Dinamo branio 46 puta, u kupu 4 te u europskim natjecanjima 1 put. Europski nastup bio je sezone 1958./59.
Bio je izvrsnih osobina, No, nije imao sreće jer je bio za konkurenciju u postavi imao poznate vratare Branka Kralja i Gordana Irovića zbog kojih je uglavnom bio pričuva. Trener Hugl je za nj govorio da će biti vrlo dobar.  govorio je: „Bit će vrlo dobar“. Bio je od skakačke vrste vratara. Toj mu je osobini pomagalo po ondašnjim mjerilima što je bio visok (185 cm), bio je vitak i elastičan, sa samo 80 kg. Izvrsno je branio jedanaesterce. Ukupno je za Dinamo odigrao 51 utakmicu.
Proslavio se na utakmici kup 1953. godine protiv Partizana u Beogradu. Utakmica je završila 5:5. Tog 4. listopada 1953. branio je u utakmici četvrtzavršnice. Premda je Dinamo vodio 2:5, ostalo je 5:5. Tada je Majerović obranio četiri jedanaesterca, tri u regularnom dijelu te jedan u raspucavanju jedanaesteraca. Jedanaesterce je obranio velikom hrvatskom napadaču Stjepanu Bobeku. Ukupno je u raspucavanju izvedeno 15 jedanaesteraca, Dinamo je pogodio svih osam, a Partizan 7. Raspucavanje je te godine uvedeno kao rješenje susreta nakon neriješenog ishoda, umjesto dotadašnjeg prolaženja kockarskom metodom.
Premda je bio predispozicija za vratara svjetske klase, zbog privatnih je razloga popustio u treningu te u najpotrebnijem razdoblju za rad na sebi nije usavršavao stil. Izabrao je novinarsku karijeru.

### Novinarska karijera
Studirao je povijest umjetnosti na zagrebačkom Filozofskom fakultetu. Po završetku studija odlučio je posvetiti se novinarskoj karijeri. Zaposlio se u tada novoj televizijskoj kući Televiziji Zagreb. Umijeće televizijskog redateljstva izučio je kod velikana hrvatskog televizijskog redateljstva Angela Miladinova i Antona Martija. U svojoj karijeri potpisao je više stotina TV naslova i televizijskom arhivu ostavio bogatu kulturnu baštinu. Radio je reportaže za TV Zagreb.
Dugo je godina radio u Programu za djecu i mlade. Specijalnost mu je bilo redateljstvo lutkarskih televizijskih programa, što je zahtjevna umjetnička forma. Režijski je potpisao niz dokumentaraca, televizijskih prijenosa kazališnih prijenosa i koncerata. Godinama je bio radio na Festivalu djeteta u Šibeniku. Ukupno je potpisao više stotinjaka televizijskih naslova i obogatio kulturnom baštinom televizijski arhiv. Kao novinar je važio kao kolegijalan, uvijek spreman pomoći i koji je mnogim novim radnicima olakšao napredak u karijeri.